# Лазарево (Кировская область)
Лазарево — село в Уржумском районе Кировской области России. Административный центр Лазаревского сельского поселения.

## История
В 1831 году, уржумский купец 1-й гильдии Лазарь Денисович Матвеев при небольшой деревеньке основывает на реке Ройке винокуренный завод, названный Ройским. 1833 считается годом основания Ройского спиртового завода. Он был деревянным с кирпичной трубой. При предприятии возникает сельцо Лазарево, поглотившее деревеньку — она стала Шурминской улицей, из-за пути в Шурму.

## География
Село находится в юго-восточной части Кировской области, в зоне хвойно-широколиственных лесов, на берегах реки Ройки. На расстоянии около 32 километров (по прямой) к юго-востоку от города Уржума, административного центра района. Абсолютная высота — 126 метров над уровнем моря.
Лазарево расположено в часовой зоне МСК(московское время). Смещение применяемого времени относительно UTC составляет +3:00.

## Климат
Климат характеризуется как континентальный, умеренно холодный. Среднегодовая температура — 1,9 °C. Средняя температура воздуха самого холодного месяца (января) составляет −12,5 °C (абсолютный минимум — −45 °С); самого тёплого месяца (июля) — 18,5 °C (абсолютный максимум — 36 °С). Безморозный период длится в течение 126—131 день. Годовое количество атмосферных осадков — 496—545 мм, из которых 245—275 мм выпадает в период с мая по сентябрь. Снежный покров держится в течение 150 дней.

## Население
| 1859  | 1891 | 1905 | 1926 | 1950  | 1989  | 2002  |
| ----- | ---- | ---- | ---- | ----- | ----- | ----- |
| 32    | ↗175 | ↗217 | ↗269 | ↗1601 | ↘1329 | ↘1273 |
| 2010  |      |      |      |       |       |       |
| ↘1199 |      |      |      |       |       |       |

Национальный состав
Согласно результатам переписи 2002 года, в национальной структуре населения русские составляли 53 % из 1273 чел., татары — 38 %.